# Mircea V il Pastore
Mircea V il Pastore (in rumeno Mircea V Ciobanul; ... – 25 settembre 1559) fu voivoda (principe) di Valacchia dal gennaio 1545 al 16 novembre 1552, dal maggio 1553 al 28 febbraio 1554, dal gennaio 1558 al 21 settembre 1559.

## Biografia

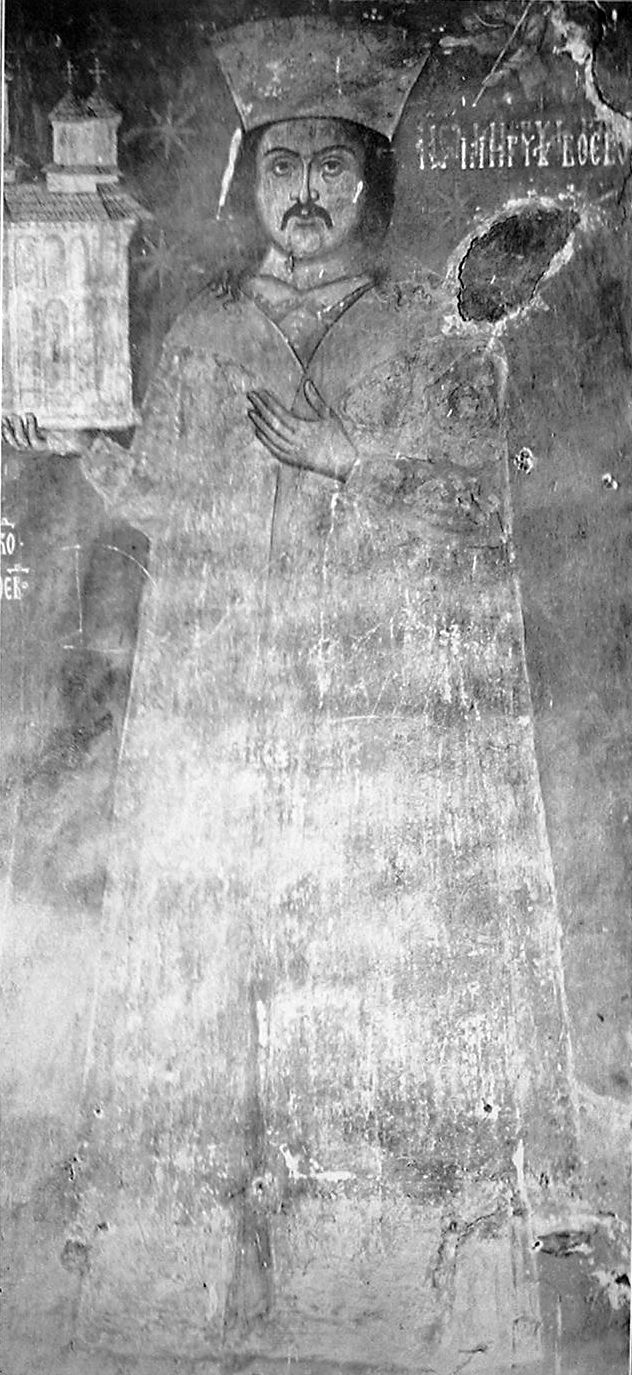
Mircea Ciobanul in un affresco del Monastero di Snagov.

Quinto figlio di Radu IV cel Mare, Mircea "il Pastore" (Ciobanul) dovette con buona probabilità il suo nome all'aver commerciato agnelli per il mercato di Istanbul. Battezzato con il nome di Dumitru, sposò Doamna Chiajna (Ana), figlia del voivoda di Moldavia Petru IV Rareș.
Mircea venne riconosciuto sovrano della Valacchia dai turchi, quando il suo fratellatro Radu VII Paisie venne eliminato per ordine del sultano Solimano il Magnifico. Mircea prese corte a Bucarest il 17 marzo 1545. Stando alle cronache, l'avvio del suo regno venne caratterizzato da crudeltà nei confronti dei boiari: Coadă il vornic, Radul e Vintilă, entrambi comis, Stroe lo spătar. Come risultato della politica di Mircea, parte della nobiltà si rifugiò in Transilvania, accettando la sovranità del Regno d'Ungheria ed iniziando ad ordire congiure contro il voivoda. Alla Battaglia di Periș (24 agosto 1546), Mircea massacrò le forze dei boiari in esilio. Al principio del 1548, un nuovo esodo di boiari, guidato da Stoica lo stolnic, Vintilă il vornic, Radu il logofăt e Pârvu il postelnic contese il potere a Mircea. I ribelli, guidati da un giovane pretendente al trono e spalleggiati da 1.000 mercenari Székely affrontarono Mircea presso il villaggio di Miloste (vicino Vâlcea County) ma vennero sconfitti.
Nel 1551, conformemente al Trattato di Gran Varadino, Ferdinando d'Asburgo occupò la Transilvania. Il generale asburgico Giovanni Battista Castaldo appoggiò le pretese al trono di Valacchia di Radu VIII Ilias Haidăul, nipote di Mircea ma schierato su posizione anti-turche. Spalleggiato dai boiari ribelli, Radu entrò in Valacchia nel novembre 1552 con un esercito di 15.000 uomini. Mircea, al comando di 8.000-9.000 uomini, mise a morte 47 boiari sospettando tradimenti. Nella battaglia decisiva (16 novembre), presso Mănești, Mircea venne sconfitto e si rifugiò a Giurgiu.
Mircea riprese il potere l'11 maggio 1553, appoggiato dal voivoda di Moldavia Alexandru Lăpușneanu. Il moldavo inviò in Valacchia il vornic Nădăbaico per sorvegliare Mircea, poi, sospettando tradimenti, rimosse Mircea e lo sostituì con Pătrașcu cel Bun con il benestare della Sublime porta. Morto Pătrașcu nel dicembre del 1557, il sultano Solimano riconfermò il regno di Mircea (gennaio 1558). Alla notizia del ritorno in patria di Mircea V, diversi boiari emigrarono dalla Valacchia. Il voivoda promise loro perdono e li accolse a Bucarest (3 febbraio) al cospetto di emissari ottomani ma, partiti gli uomini di Solimano, massacrò i penitenti (il più importante dei quali era Stănilă il vornic) tra cui anche uomini di Chiesa.
Mircea V Ciobanul morì nel 1559 e venne sepolto nella chiesa di Curtea Veche a Bucarest, da lui fatta rierigere. Alla sua morte, la vedova Doamna Chiajna aiutò il figlio Petru I cel Tânăr ad ottenere il trono.